# هافی لوبو
هافی لوبو (Hafei Lobo) خودرویی است که از سال ۲۰۰۲ تا ۲۰۱۰ در هاربین، جمهوری خلق چین تولید شده‌است.
این خودرو در کلاس خودرو شهری قرار گرفته، طول آن در حالت طبیعی ۳٬۵۸۸ میلیمتر (۱۴۱٫۳ اینچ)، عرض آن در حالت طبیعی ۱٬۵۶۳ میلیمتر (۶۱٫۵ اینچ)، ارتفاع آن در حالت طبیعی ۱٬۵۳۳ میلیمتر (۶۰٫۴ اینچ) و  وزن آن در حالت طبیعی ۹۲۰ کیلوگرم (۲٬۰۲۸ پوند)  است. این خودروی بسیار کوچک شهری چینی موتور ۴ سیلندر ۱۰۷۵ سی‌سی ۱۶ سوپاپ دارد که سرعتی برابر ۱۴۰ کیلومتر را برای خودرو فراهم می‌کند.
در بازهٔ زمانی کوتاهی از سال ۱۳۸۹ تا ۱۳۹۰ این خودرو توسط خودروسازی وستی در ایران مونتاژ می‌شد.